# Bovbjerg klint

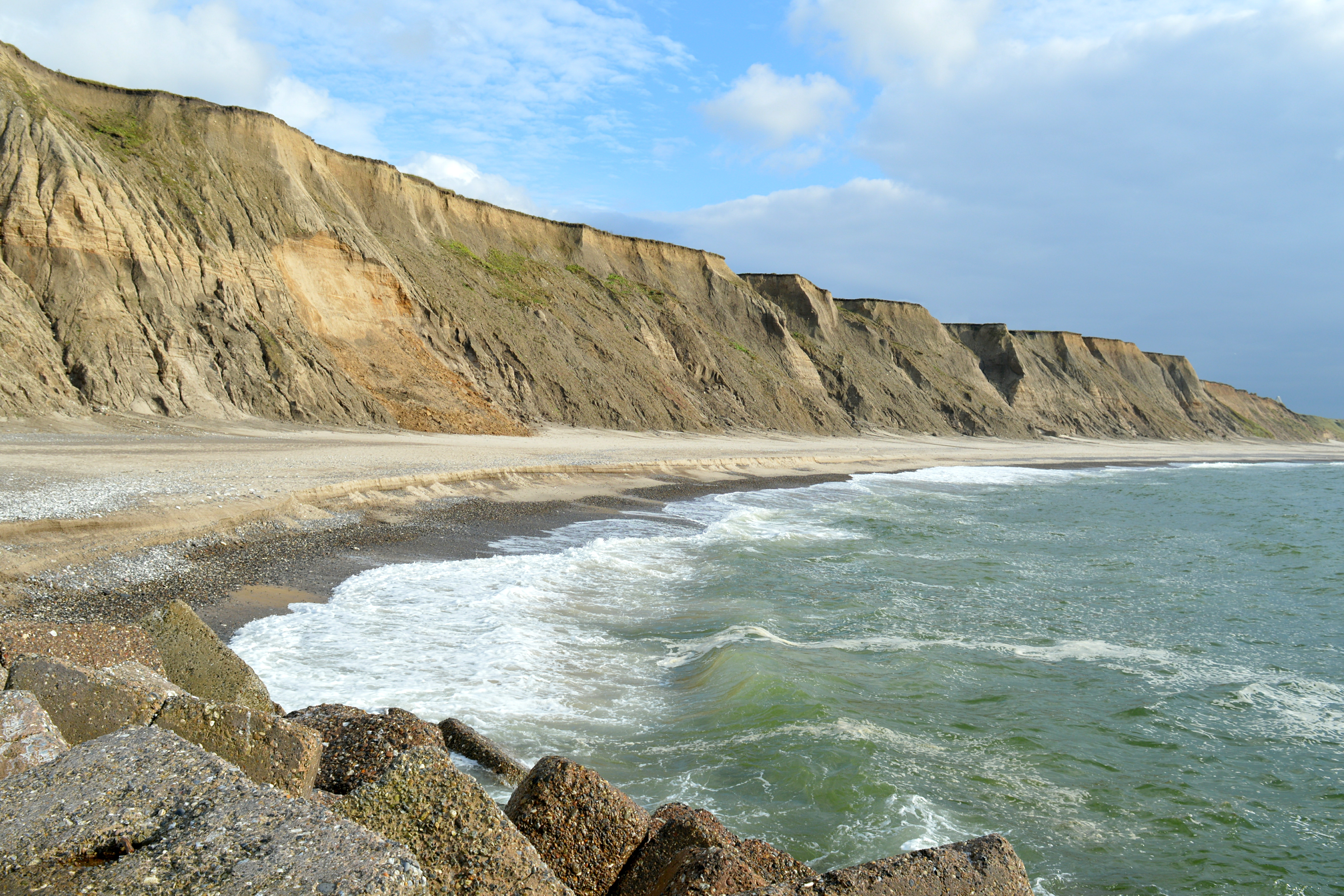
Bovbjerg Klint

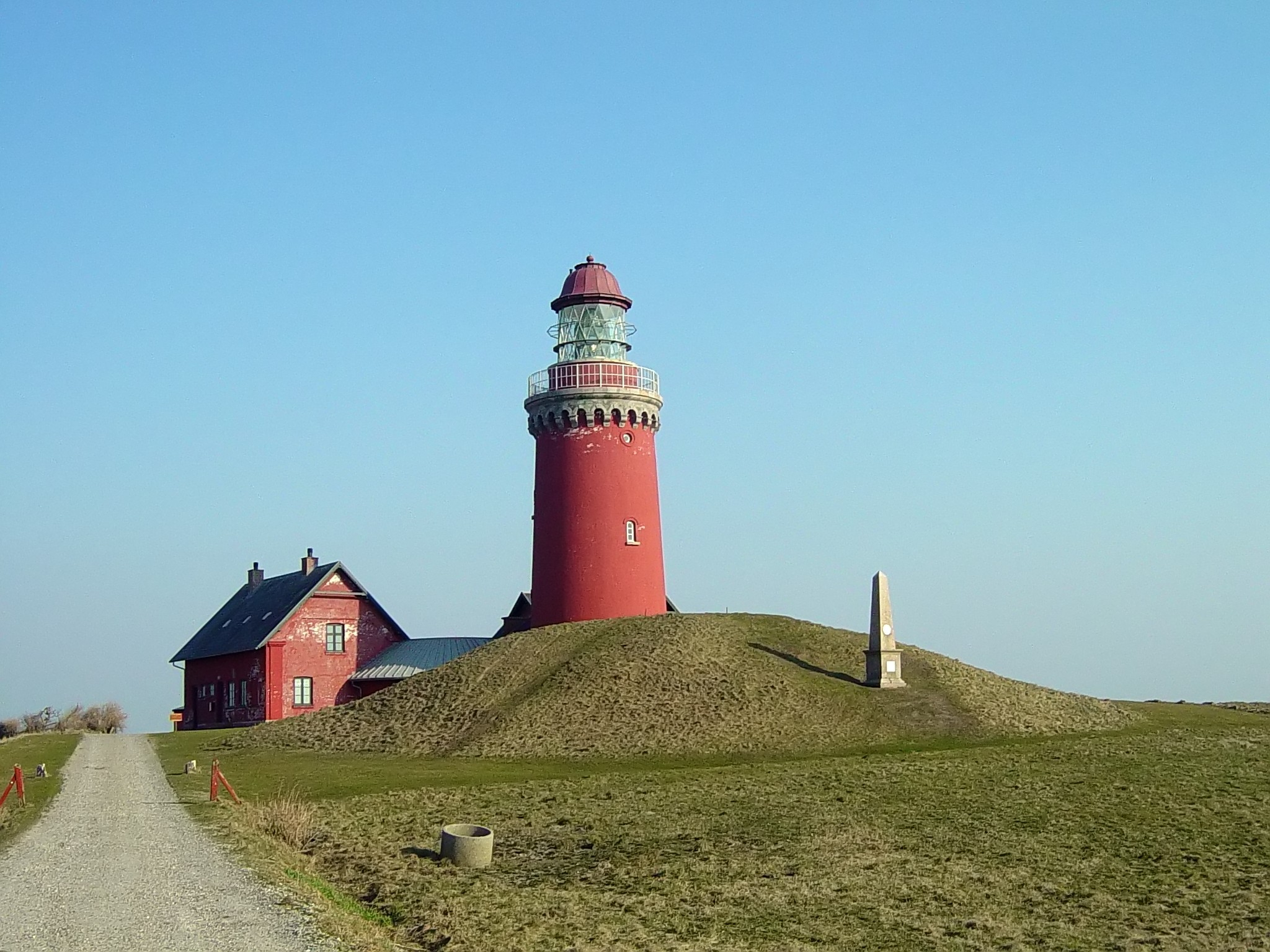
Bovbjerg fyr

Bovbjerg klint är en upp till 41 meter hög randmorän av moränlera på Jyllands västkust, som är sex kilometer lång och sträcker sig mellan Ferring, strax söder om Ferring Sø, och Fjaltring i Lemvigs kommun. Den är mest markant på den tre kilometer långa sträckan mellan Ferring och Trans Kirke. Den östvästliga Ussings israndslinje ("Hovedsopholdslinjen") från den senaste istiden gick mellan Bovbjerg fyr och Trans kirke, och har åstadkommit det enda ställe i Danmark med en skarp gräns mellan moränens stenblandade lermark och hedslättlandets sand- och grusavlagringar.
Bovbjergs egendomliga form är skapad genom abrasion. Havet har tidigare gjort stora inhuggningar i landet. Under perioden 1790-1874 fördes en 160 meter bred remsa av Bovbjerg klint bort av vågorna. Danmarks första hövd byggdes vid Bovbjerg klint 1875 och en omfattande utbyggnad av hövder därefter fram till 1933 har till stor del senare skyddat strandlinjen.
I klintprofilen vid Fjaltring syns ishavslera från Elsteristiden (för 300 000–230 000 år sedan). Mellan hövd D och hövd F utanför Bovbjerg fyr är moränlera från Saaleistiden (för 188 000–128 000 år sedan) synlig. De övriga lagren stammar från Weichselistiden (för 115.000-10.000 år sedan).
Nedanför klinten finns en mängd från glaciärälvar utsköljda stenblock från norrut i Skandinavien, bland andra av rombporfyr och larvikit från Norge och kinnediabas från mellersta Sverige.
Bovbjerg klint är en framstående geolokal inom Geopark Vestjylland.
På den högsta punkten på Bovbjerg klint står Bovbjerg fyr, en 25,6 meter hög angöringsfyr från 1877.